# Salvaje (película de 2016)
Wild, conocida como Salvaje, es una película dramática alemana de 2016 dirigida por Nicolette Krebitz y protagonizada por Lilith Stangenberg.
Se mostró en la sección World Cinema Dramatic Competition en el Festival de Cine de Sundance de 2016.

## Sinopsis
Una joven llamada Ania, vive recluida en una urbanización prefabricada en Halle-Neustadt . En su trabajo como especialista en una agencia de publicidad, es acosada por su tiránico jefe Boris, quien al mismo tiempo se siente atraído por ella. 
Un día, de camino a casa del trabajo, Ania se encuentra con un lobo en un parque. El encuentro con el animal salvaje desencadena una fuerte atracción por Ania. Sus pensamientos giran cada vez más en torno al lobo. Posteriormente, Ania se ve cada vez más descuidada al exterior, pero también segura de sí misma y sexualmente libre.

## Reparto
- Lilith Stangenberg como Ania
- Georg Friedrich como Boris
- Silke Bodenbender como Kim
- Saskia Rosendahl como Jenny
- Pit Bukowski como  Tim
- Kotti Yun como Vai
- Joy Maria Bay como Suyeung
- Laurie Young como Tampi
- Frowin Wolter como Oli

## Producción
En el rodaje, Lilith Stangenberg dio a conocer que estaba totalmente eufórica después de la escena de amor con el lobo. Ella dijo: "De repente vino y me lamió toda la cabeza y el cuello y todo eso, y toda la escena sucedió exactamente como en el guión. Y tengo que decir: nunca había experimentado tanta devoción, tal pérdida de control."

## Premios
La película fue ganadora en el Premio de Cine Günter Rohrbach 2016 a la Mejor Actriz para Lilith Stangenberg.
Stangenberg también fue nomimada en los Premios del cine alemán, pero perdió ante Sandra Hüller por Toni Erdmann. El actor Georg Friedrich obtuvo el premio al Mejor Actor de Reparto y también ganó en la categoría de Mejor Sonido para Rainer Heesch, Martin Steyer y Christoph Schilling.